# Wenner-Verfahren

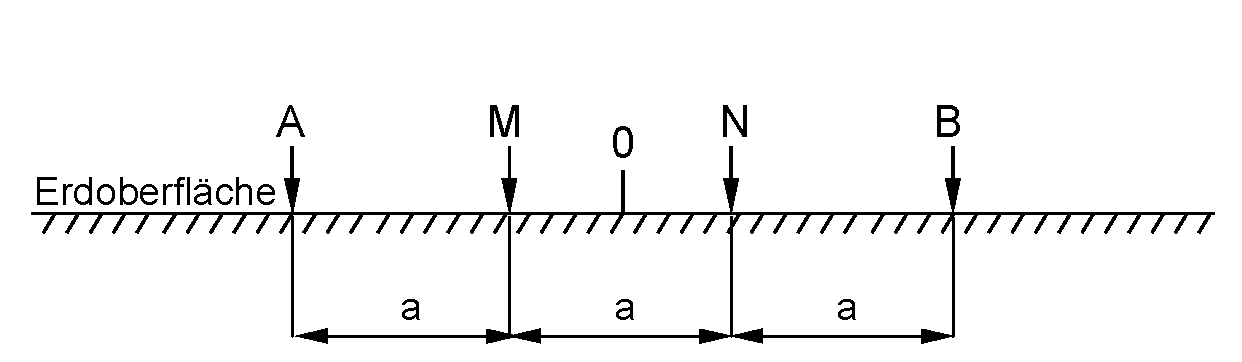
Wenner-Verfahren

Das Wenner-Verfahren, benannt nach Frank Wenner, ist eine geoelektrische Methode zur Messung von spezifischen elektrischen Widerständen des Untergrundes. Mit zwei Einspeise- und zwei Messelektroden wird der Widerstand des Untergrundes gemessen, wobei die Einspeiselektroden (A,B) variiert werden und die Position der Messelektroden (M,N) so angepasst wird, dass die Abstände zwischen A, B, M und N immer gleich groß sind.
Es dient vor allem dazu, die Leitfähigkeitsänderung über große Flächen zu bestimmen.
Vier Hilfserder bzw. Sonden werden in einer geraden Linie jeweils im Abstand a in die Erde gesteckt. Mit einer Stromquelle G speist man Elektroden A und B einen Strom I ein. Dann wird mit einem Voltmeter das zwischen den beiden inneren Hilfserdern M und N anliegende Potenzial ∆V gemessen.
Der am Messgerät abgelesene Wert des Widerstands R ermöglicht nun die Berechnung des spezifischen Erdwiderstands {\displaystyle \rho _{w}} nach der Formel:
{\displaystyle \rho _{w}={\frac {4\cdot \pi \cdot a\cdot R}{1+{\frac {2\cdot a}{\sqrt {a^{2}+4\cdot b^{2}}}}-{\frac {2\cdot a}{\sqrt {(4\cdot a)^{2}+4\cdot b^{2}}}}}}}.
Mit Tiefe b viel kleiner als Abstand a ergibt sich:
{\displaystyle \rho _{w}=2\cdot \pi \cdot a\cdot R}.
Ein verwandtes Verfahren ist das Schlumberger-Verfahren.